# زوقاقيب
زوقاقيب الكيشي وهو تاسع ملوك السومريين لسلالة كيش الأولى حكم في فترة مابين سنة 2900-2700 ق م وحكم لمدة 900 سنة حسب قائمة الملوك السومريين جاء بعد كالوموم وجاء بعده أتاب، ومعنى اسمه عقرب.[بحاجة لمصدر]